# Bruno Karlsson
Gösta Bruno Karlsson, född 9 augusti 1927 i Grangärde, död 24 mars 2020 i Sundbyberg, Stockholms län, var en svensk målare, tecknare, grafiker och teckningslärare.
Karlsson bedrev först självstudier i målning och teckning innan han studerade vid Konstfackskolan 1947-1948 och vid Teckningslärarinstitutet 1956-1960. Han har medverkat i utställningar i Norge, Finland, Polen, Österrike, Frankrike, England, USA samt på Hässelby Slott och Dalarnas museum. Bland hans offentliga arbeten märks dekanus porträtt för Stockholms universitet och porträtt för Sveriges advokatsamfund. Hans konst består av porträtt och landskapsbilder från Grangärde, Kirunafjällen och Ludvikabygden, Stockholms stad och län utförda i olja, akvarell, litografi, koppargrafik och teckningar. Vid sidan av sitt eget skapande har han varit verksam som teckningslärare.